# Krajevni vektor
Krajévni véktor (zastarelo rádij-véktor) je v matematiki in fiziki vektor, ki sega od izhodišča koordinatnega sistema do izbrane točke prostora (ali ravnine), denimo do trenutne lege točkastega telesa.
Krajevni vektor točke A se označi kot {\displaystyle \mathbf {\vec {r}} _{A}\!\,}.
Krajevni vektor točke A ima enake koordinate kot točka A:
{\displaystyle A(a_{1},a_{2},a_{3})\iff \mathbf {\vec {r}} _{A}=(a_{1},a_{2},a_{3})\!\,.}